# 大垂水峠
大垂水峠（おおたるみとうげ）は、東京都八王子市と神奈川県相模原市緑区の間にある峠。高尾山の南側に位置し、国道20号が通過している。

## 沿革
1869年（明治2年）の太政官布告により甲州街道の小仏峠の山麓にあった小仏関所は廃止され、「東京から山梨に達する道路」は車両が通れる道路規格であることが望まれたため、1888年（明治21年）に甲州街道であった小仏峠を通るルートから、現在の大垂水峠を越える道へ路線変更された。1885年（明治18年）に国道16号、1920年（大正9年）に国道8号、1952年（昭和27年）12月4日から現在の国道20号に指定されている。また、1955年（昭和30年）頃に神奈川県側で全面的な経路変更が行われている。
この峠はしばしば「おおだるみとうげ」とも呼ばれるが、国土交通省の資料では「おおたるみとうげ」としている。
1935年（昭和10年）10月、『横浜貿易新報』の読者投票により県下名勝史蹟四十五佳選に選定された。

## 峠名の由来
峠名の由来は高尾山から西の城山と城山から南の大洞山を結ぶ稜線の大タルミ(弛み)に位置する峠のためという説がある。

## 峠の様子
区域内の制限速度は30km/hないし40km/hである。平日や夜間は大型のトラックやトレーラーの通行もあり、しばし流れが滞る。高速道路を通行できない超ロングのトレーラーも通行することがあるが、ヘアピンカーブの連続する区間やタイトコーナーでは、被牽引車が対向車線ギリギリに接近して走行するケースも多い。大垂水峠の東京側は、勾配がきつく30km/hで走行できない車両が多い一方、速度超過等で取り締まりにあう車両もある。
中央自動車道が完成する以前は、街道沿いには商業施設が立ち並んでいたが徐々に衰退。1980年代までは、2箇所存在した峠のドライブインは(2017年現在)すべて閉鎖された。東京側には、少数の飲食店とラブホテルが点在する。

## 暴走車両と通行規制
山梨方面行き道路の東京側には、トレーラーやトラックが一時停車して後続車を先行させるだけの余裕がある区間が2箇所あるが、その逆方向及び神奈川側には退避帯となる区間が一切なく、峠自体は全区間が「追越しのための右側部分はみ出し通行禁止」及び「転回禁止」、神奈川県側の区間はさらに「駐停車禁止」の規制がかけられている。カーブが連続する神奈川県側の区間は、1980年代から1990年代までローリング族と呼ばれる違法競走型暴走族による死亡事故が続出した。さらに漫画「バリバリ伝説」の影響もあり、状況は悪化する一方であった。それに対応する形で神奈川県側の相模原市緑区千木良1072先 - 相模原市緑区千木良179先（岡本バス停前から東京都境まで）の3.3kmが神奈川県警察により1987年に125cc以下の原動機付自転車は終日通行禁止とされた。その後、オートバイブームの沈静化や、反対車線を使用した運転を抑止するチャッターバーなどの施設が整備されたことにより、禁止日が土・休日と祝日に変更になった。
2019年9月に、土・休日・祝日の125cc以下原動機付自転車通行禁止規制が試験的に解除された。その後2020年9月時点で、標識柱などの撤去や津久井警察署の「大垂水峠の交通規制」についてのページは消されている事から、当通行規制は解除されている。